# Snakes ’n’ Ladders
Snakes ’n’ Ladders — семнадцатый студийный альбом шотландской группы Nazareth. Выпущен в 1989 году лейблом Vertigo.
Это был последний альбом, записанный с участием Мэнни Чарлтона, который покинул группу в 1990 году. Дэн Маккаферти: «Не самый радужный альбом: вскоре после него уходит Мэнни. Зато на свет появляется „We Are Animals“».

## Список композиций
Все тексты написаны Manny Charlton, Dan McCafferty, Pete Agnew, Дэрелом Свитом, если не указано иное..
| №   | Название                                        | Автор(ы)                                        | Длительность |
| --- | ----------------------------------------------- | ----------------------------------------------- | ------------ |
| 1.  | «Animals»                                       | Manny Charlton                                  | 4:05         |
| 2.  | «Lady Luck»                                     |                                                 | 4:09         |
| 3.  | «Hang On to a Dream» (Tim Hardin cover)         | Tim Hardin                                      | 4:36         |
| 4.  | «Piece of My Heart» (Erma Franklin cover)       | Bert Berns, Jerry Ragovoy                       | 4:28         |
| 5.  | «Trouble»                                       |                                                 | 4:58         |
| 6.  | «The Key»                                       | Manny Charlton                                  | 3:18         |
| 7.  | «Back to School»                                | Agnew, Charlton, McCafferty, Свит, Billy Rankin | 4:53         |
| 8.  | «Girls»                                         |                                                 | 3:43         |
| 9.  | «Donna - Get Off That Crack»                    | Manny Charlton                                  | 4:23         |
| 10. | «See You, See Me»                               |                                                 | 5:00         |
| 11. | «Helpless» (Crosby, Stills, Nash & Young cover) | Neil Young                                      | 4:58         |

### 1997Castle CommunicationsBonus Tracks
| №   | Название                              | Автор(ы)       | Длительность |
| --- | ------------------------------------- | -------------- | ------------ |
| 12. | «Winner on the Night» (German single) | Дэн Маккаферти | 4:12         |
| 13. | «Woke Up This Morning» (live)         |                | 5:34         |
| 14. | «Bad Bad Boy» (live)                  |                | 4:36         |

- Three bonus tracks above are from German single Winner on the Night.

### 2002 30th Anniversary Edition Bonus Tracks
| №   | Название                                             | Автор(ы)      | Длительность |
| --- | ---------------------------------------------------- | ------------- | ------------ |
| 15. | «Hang On to a Dream» (Tim Hardin cover; single edit) | Тим Хардин    | 3:38         |
| 16. | «Lady Luck» (extended version)                       |               | 6:00         |
| 17. | «We Are Animals» (edited alternate take)             | Мэнни Чарлтон | 3:28         |
| 18. | «Trouble» (single version)                           |               | 3:33         |

## Персонал
Nazareth
- Пит Эгнью — бас-гитара, гитара
- Мэнни Чарлтон — гитара
- Дэн Маккаферти — вокал
- Дэрел Свит — ударные

прочие
- Джоуи Балин — продюсер
- Мартин Хейс — аранжировка
- А. Бакхаузен — дизайн обложки
- Марк Клиннерт — иллюстратор